# 合剌普华
合剌普华（?—?），又作哈剌普华，元朝官員，畏兀儿人，岳璘帖穆尔第八子。

## 生平
合剌普华幼年侍母親奥敦氏居住在益都。岳璘帖穆尔以断事官建牙保定，合剌普华向父亲表明志向，岳璘帖穆尔让他学习畏兀儿文及经史。中统三年（1262年），李璮之乱，其母奥敦氏带着他的幼弟脱烈普华避难登、莱，他跟随从叔父撒吉思平叛山东，奉母以归。撒吉思向忽必烈推荐他，于是召为宿卫。至益都在四脚山下设立广兴、商山二冶，授金符，为商山铁冶都提举；后来以职位让给其弟。元兵南伐宋朝，合剌普华被选为行都漕运使，率领诸翼兵一万五千人，都督粮饷有方。江南平，上疏建议兴学校、奖励名节，正名分，严格考核，定百官之法。忽必烈多采用其言。漕米二十万，由邗沟达黄河，船翻，损失十分之一。阿合马专政，让船主赔偿。合剌普华不同意，得罪了阿合马，出为宁海路达鲁花赤，转任江西（一作江南道）宣慰使，未到任，改广东都转运盐使，兼领诸番市舶。陈良臣纠合东莞、香山、惠州万人反元，江西行省命他与招讨使答失蛮出兵讨伐获胜。认为变乱是盐法不当所致，请朝廷改制除害。至元二十一年（1284年），欧南喜称王，任命丞相、招讨，部众号称十万。合剌普华与都元帅课儿伯海牙、宣慰都元帅白佐、万户王守信等，分兵讨伐。右丞唆都督兵征占城、交趾，合剌普华负责维护饷道。走到东莞、博罗二界中，遇到欧狗、钟明亮的反元军，合剌普华身先士卒，且战且行，徒步格斗，杀数十人，众寡不敌，为反元军所擒。不屈而被杀于中心冈。当夜，其妻希台特勒氏梦见他来告死讯。赠户部尚书、守忠全节功臣，追封高昌郡侯，谥忠愍。

## 家族：高昌偰氏
- 祖父：堊思弼
  - 伯父：仳理伽普華
  - 父亲：岳璘帖穆爾
    - 兄：益弥勢普華
    - 兄：都督弥勢普華
    - 兄：怀朱普華
    - 兄：都尔弥势
    - 兄：八撒普華
    - 兄：旭烈普華
    - 兄：各尚
    - 合剌普華
      - 儿子：偰文质
        - 孙子：偰直堅
        - 孙子：偰哲篤
          - 曾孙：偰逊
            - 玄孙：偰长寿
            - 玄孙：偰延寿
            - 玄孙：偰福寿
            - 玄孙：偰庆寿
              - 偰循

            - 玄孙：偰眉寿

        - 孙子：偰朝吾
        - 孙子：偰列箎
        - 孙子：偰玉立
        - 孙子：偰理台
          - 曾孙：偰斯

      - 儿子：越倫質
        - 孙子：善著

    - 弟弟：独可理普華
    - 弟弟：脱烈普華
- 叔祖父：多和思
  - 堂叔：撒吉思
    -       - 再从侄：答里麻

## 延伸阅读
[在维基数据编辑]
 《元史/卷193》，出自宋濂《元史》
 《新元史/卷136》，出自柯劭忞《新元史》